# Melitaea deleta
Melitaea deleta är en fjärilsart som beskrevs av Ruggero Verity 1919. Melitaea deleta ingår i släktet Melitaea och familjen praktfjärilar. Inga underarter finns listade i Catalogue of Life.